# Kazimieras Antanavičius

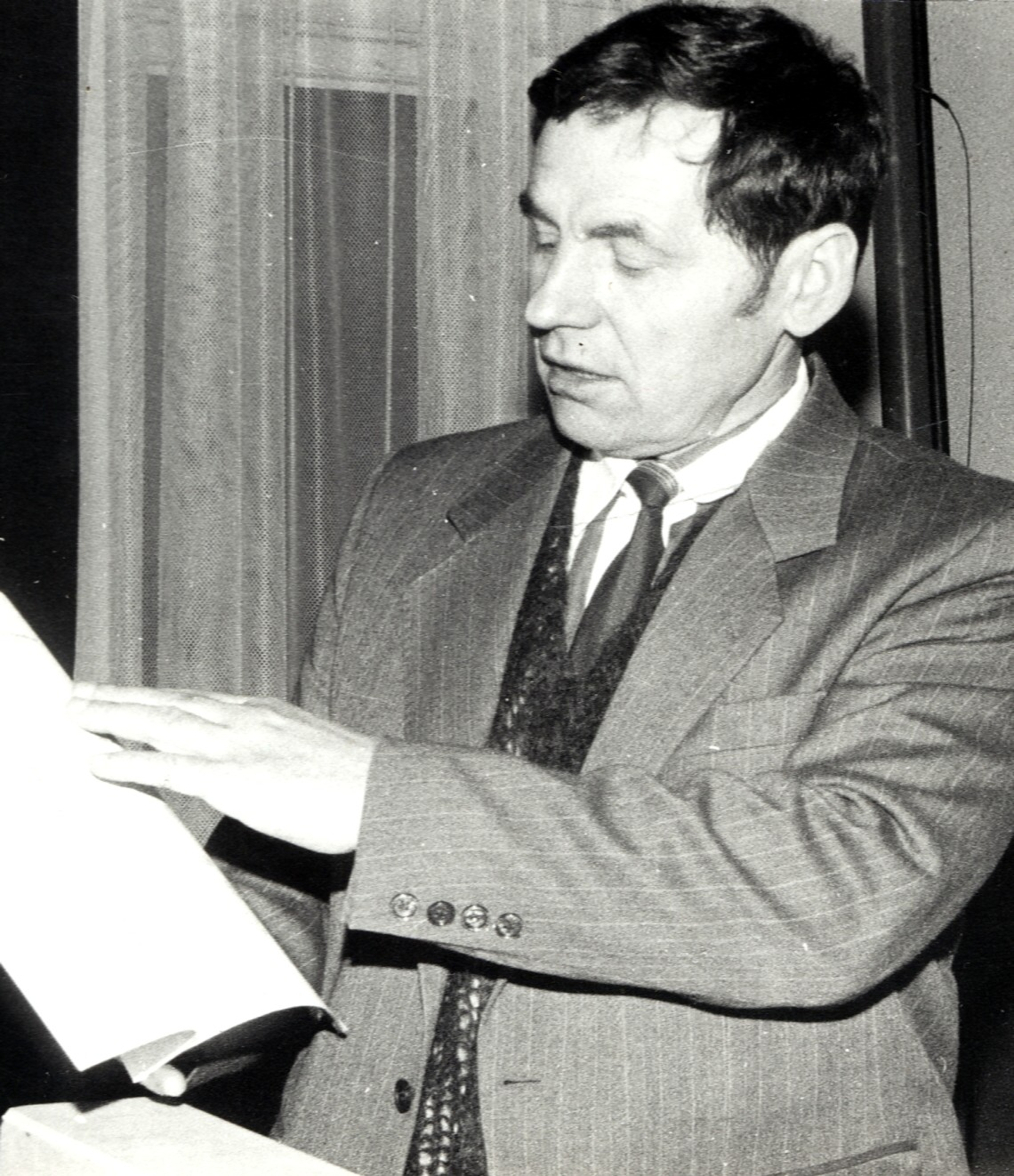
Kazimieras Antanavičius

Kazimieras Antanavičius (* 25. November 1937 in Balsėnai bei Veiviržėnai, Rajongemeinde  Klaipėda; † 16. April 1998 in Vilnius) war  ein  litauischer Ökonom und sozialdemokratischer Politiker.

## Leben
Antanavičius lernte in den Mittelschulen Tauragė und Šilalė. Nach dem Abitur mit Auszeichnung 1955 in Švėkšna (Rajongemeinde  Šilutė) studierte er das Bauingenieurwesen am Kauno politechnikos institutas (KPI). Wegen der antisowjetischen Tätigkeit von 1952 bis 1954 wurde er 1959 festgenommen und aus dem Komsomol und Institut entfernt. 1960 absolvierte er das externe Studium am KPI. Von 1964 bis 1965 war er Aspirant am KPI. Von 1967 bis 1988 lehrte er am Vilniaus inžinerinis statybos institutas. 1968 promovierte er in Technik und 1977 habilitierte in Wirtschaftswissenschaft. Ab 1982 war er  Professor. Von 1989 bis 1990 war er Deputat im Obersten Rat Sowjetunions und von 1990 bis 1996 Mitglied im Seimas, Vorsitzende des Wirtschaftsausschusses.  Von 1997 bis 1998 lehrte er an der Vytauto Didžiojo universitetas in Kaunas.
Ab 1988 war er Mitglied der Lietuvos socialdemokratų partija.
Sein Grab befindet sich im Friedhof Antakalnis.

## Auszeichnungen
- 1985: Staatspreis
- 2001  Vyčio Kryžiaus ordinas, Komandoro kryžius